# Панкрушин, Вениамин Константинович
Вениамин Константинович Панкрушин (1929-2006) – ученый-геодезист, доктор технических наук, профессор, Почетный работник высшей школы РФ.

## Биография
Родился 7 мая 1929 года в селе Шипуново Алтайского края.
В 1947 г. окончил среднюю школу города Рубцовска.
В 1952 году окончил Новосибирский институт инженеров геодезии, аэрофотосъёмки и картографии (НИИГАиК) по специальности «Астрономогеодезия».
В 1952-1955 гг. работал инженером, начальником партии Аэрогеодезического предприятия № 8 в Новосибирске.
В 1956-1957 гг.  преподавал в Новосибирском топографическом техникуме.
В 1957-1964 гг. работал в НИСИ им. В. В. Куйбышева (НГАСУ) на должностях ассистента (1959), аспиранта (1959-1962), старшего преподавателя (до 1963), доцента (до 1965).
В 1962 году защитил кандидатскую диссертацию на тему «Некоторые вопросы геодезических разбивочных работ при строительстве крупных гидроэнергоузлов».
В 1972 году защитил докторскую диссертацию на тему «Моделирование и исследование точности систем геодезических наблюдений современных движений земной коры».
С 1967 работал в НИИГАиКе на должностях доцента, заведующего кафедрой Высшей геодезии (1974—1984), профессора. Был членом редколлегии журнала «Известия вузов. Геодезия и аэрофотосъемка». Основал и руководил новым научным направлением – моделирование и идентификация геодинамических систем по временным рядам комплексных астрономо-геодезических и геофизических наблюдений.
Научная деятельность
Автор более 130 научных работ.
Преподавательская деятельность
Научные труды/работы и публикации
- Математическое моделирование и идентификация геодинамических систем. Монография. 2002. 424 с.
- Идентификация движений и напряжённо-деформированного состояния самоорганизующихся динамических систем. Монография. 2004. 355 с. (в соавторстве).
- Автоматизация математической обработки и интерпретации геодезических наблюдений за движениями и деформациями. Учебное пособие. Новосибирск, 1989. 88 с. (в соавторстве).
- Проектирование сложных систем. Учебное пособие. Новосибирск, 1983. 93 с. (в соавторстве).

Награды и звания
- Знак «Отличник геодезии» (1983)
- Медаль «Ветеран труда»
- Звание «Заслуженный работник геодезии и картографии» (2009)